# Avangard Leontiev
Pour les articles homonymes, voir Leontiev.
Avangard Nikolaïevitch Leontiev (en russe : Аванга́рд Никола́евич Лео́нтьев), né le 27 février 1947 à Moscou, est un acteur soviétique puis de nationalité russe de théâtre et cinéma, professeur d'art dramatique, distingué comme artiste du peuple de la fédération de Russie en 1995.

## Biographie
Né à Moscou, Avangard Leontiev porte le prénom de son frère aîné, sous-lieutenant de l'aviation mort au combat lors de la bataille de Koursk en 1943. Il rêve très tôt d'une carrière artistique et fréquente le studio d'art dramatique de son école, puis celui de la Maison des pionniers du Pereoulok Stopani (à partir de 1994, Pereoulok Ogorodnaïa Sloboda) du district Basmanny chez Anna Bovchek, élève de Constantin Stanislavski et Evgueny Vakhtangov. Il fait ensuite les études dans la classe de Pavel Massalski à l'École-studio MKhAT. Diplômé en 1968, il devient acteur du Théâtre Sovremennik.
En 1995, l'artiste reçoit le prix d'État de la fédération de Russie pour le rôle de Tchitchikov dans le spectacle Une chambre d'hôtel dans la ville de N (Nomer v gostinitse goroda NN) inspiré des Âmes mortes de Nicolas Gogol adapté par Valeri Fokine.
À partir de 2004, Leontiev fait partie de la troupe du Théâtre d'art Anton Tchekhov.

## Décorations
- Artiste émérite de la RSFSR (1988)
- Prix d'État de la fédération de Russie (1995), pour le rôle de Tchitchikov dans le spectacle Chambre à l'hôtel de la ville NN d'après Les Âmes mortes (Gogol) mis en scène par Valeri Fokine au centre Meyerhold de Moscou en 1994.
- Artiste du peuple de la fédération de Russie (1995)
- Ordre de l'Amitié (2009)
- Ordre de l'Honneur (2018)

## Filmographie partielle
- 1980 : Quelques jours de la vie d'Oblomov (Несколько дней из жизни И. И. Обломова) de Nikita Mikhalkov : Alekseïev
- 1987 : Les Yeux noirs (Oci ciornie) de Nikita Mikhalkov : fonctionnaire à Saint-Pétersbourg
- 1994 : Katia Ismailova (Podmoskovnye vetchera, Подмосковные вечера) de Valeri Todorovski : rédacteur en chef
- 1994 : Soleil trompeur (Outomlionnyïé solntsem, Утомлённые солнцем) de Nikita Mikhalkov : chauffeur
- 1998 : Le Barbier de Sibérie (Sibirskiy tsiryulnik, Сибирский цирюльник) de Nikita Mikhalkov : oncle Nikolia
- 2014 : Sunstroke (film) (Solnechnyy udar, Солнечный удар) de Nikita Mikhalkov